# 丸森町
丸森町（まるもりまち）は、宮城県の最南端にある町。伊具郡に属し、県の最南端に位置する。

## 地理

### 位置
宮城県の最南端に位置し、福島県側に突出する形をしており、阿武隈支流縦谷の一部となっている。町域の約7割が山林で、その北部を南西から北東方向に阿武隈山地を分断する形で阿武隈川が流れる。

### 地形

#### 山岳
主な山
- 窓ノ倉山
- 手倉山
- 次郎太郎山

#### 河川
主な川
- 阿武隈川
- 雉尾川
- 内川
- 宇多川
- 小田川
- 五福谷川

### 気候
1月の平均気温は1.3℃、8月の平均気温は24.0℃。
- 最高気温極値：37.6℃（2015年7月14日）
- 最低気温極値：-16.7℃（1990年2月2日）

かつて猪の生息域北限が同町付近と言われていたが、冬場の積雪が少なくなるにつれて生息域も北上している。
| 丸森（1991年 - 2020年）の気候      | 丸森（1991年 - 2020年）の気候 | 丸森（1991年 - 2020年）の気候 | 丸森（1991年 - 2020年）の気候 | 丸森（1991年 - 2020年）の気候 | 丸森（1991年 - 2020年）の気候 | 丸森（1991年 - 2020年）の気候 | 丸森（1991年 - 2020年）の気候 | 丸森（1991年 - 2020年）の気候 | 丸森（1991年 - 2020年）の気候 | 丸森（1991年 - 2020年）の気候 | 丸森（1991年 - 2020年）の気候 | 丸森（1991年 - 2020年）の気候 | 丸森（1991年 - 2020年）の気候 |
| 月                                 | 1月                           | 2月                           | 3月                           | 4月                           | 5月                           | 6月                           | 7月                           | 8月                           | 9月                           | 10月                          | 11月                          | 12月                          | 年                            |
| ---------------------------------- | ----------------------------- | ----------------------------- | ----------------------------- | ----------------------------- | ----------------------------- | ----------------------------- | ----------------------------- | ----------------------------- | ----------------------------- | ----------------------------- | ----------------------------- | ----------------------------- | ----------------------------- |
| 最高気温記録 °C （°F）             | 17.1 (62.8)                   | 21.3 (70.3)                   | 25.5 (77.9)                   | 31.8 (89.2)                   | 34.2 (93.6)                   | 35.6 (96.1)                   | 37.6 (99.7)                   | 37.2 (99)                     | 35.6 (96.1)                   | 31.8 (89.2)                   | 26.3 (79.3)                   | 20.8 (69.4)                   | 37.6 (99.7)                   |
| 平均最高気温 °C （°F）             | 6.0 (42.8)                    | 6.9 (44.4)                    | 10.6 (51.1)                   | 16.4 (61.5)                   | 21.2 (70.2)                   | 23.8 (74.8)                   | 27.1 (80.8)                   | 28.6 (83.5)                   | 25.1 (77.2)                   | 20.0 (68)                     | 14.5 (58.1)                   | 8.8 (47.8)                    | 17.4 (63.3)                   |
| 日平均気温 °C （°F）               | 1.3 (34.3)                    | 1.8 (35.2)                    | 4.9 (40.8)                    | 10.3 (50.5)                   | 15.7 (60.3)                   | 19.2 (66.6)                   | 22.8 (73)                     | 24.0 (75.2)                   | 20.3 (68.5)                   | 14.4 (57.9)                   | 8.4 (47.1)                    | 3.6 (38.5)                    | 12.2 (54)                     |
| 平均最低気温 °C （°F）             | −3.7 (25.3)                   | −3.4 (25.9)                   | −1.0 (30.2)                   | 3.7 (38.7)                    | 10.2 (50.4)                   | 15.2 (59.4)                   | 19.3 (66.7)                   | 20.3 (68.5)                   | 16.2 (61.2)                   | 9.2 (48.6)                    | 2.6 (36.7)                    | −1.5 (29.3)                   | 7.3 (45.1)                    |
| 最低気温記録 °C （°F）             | −15.7 (3.7)                   | −16.7 (1.9)                   | −13.3 (8.1)                   | −7.5 (18.5)                   | −0.1 (31.8)                   | 6.0 (42.8)                    | 10.8 (51.4)                   | 11.1 (52)                     | 4.3 (39.7)                    | −2.5 (27.5)                   | −5.7 (21.7)                   | −12.8 (9)                     | −16.7 (1.9)                   |
| 降水量 mm （inch）                 | 52.9 (2.083)                  | 35.8 (1.409)                  | 73.7 (2.902)                  | 90.9 (3.579)                  | 99.9 (3.933)                  | 126.8 (4.992)                 | 176.0 (6.929)                 | 169.0 (6.654)                 | 210.0 (8.268)                 | 168.0 (6.614)                 | 57.6 (2.268)                  | 38.9 (1.531)                  | 1,298.7 (51.13)               |
| 平均降水日数 （≥1.0 mm）           | 6.0                           | 5.1                           | 8.0                           | 8.0                           | 9.4                           | 11.7                          | 14.2                          | 12.3                          | 12.3                          | 9.1                           | 5.8                           | 6.1                           | 108.2                         |
| 平均月間日照時間                   | 168.1                         | 165.4                         | 187.2                         | 190.7                         | 193.3                         | 142.2                         | 130.4                         | 152.5                         | 125.9                         | 143.0                         | 148.7                         | 154.6                         | 1,901.2                       |
| 出典1：Japan Meteorological Agency |                               |                               |                               |                               |                               |                               |                               |                               |                               |                               |                               |                               |                               |
| 出典2：気象庁                      |                               |                               |                               |                               |                               |                               |                               |                               |                               |                               |                               |                               |                               |

### 人口
| |                                        |  |
| 丸森町と全国の年齢別人口分布（2005年） | 丸森町の年齢・男女別人口分布（2005年） |  |
| ■紫色 ― 丸森町 ■緑色 ― 日本全国 | ■青色 ― 男性 ■赤色 ― 女性              |  |
| 丸森町（に相当する地域）の人口の推移 \| 1970年（昭和45年） \| 22,027人 \| \| \| 1975年（昭和50年） \| 20,893人 \| \| \| 1980年（昭和55年） \| 20,849人 \| \| \| 1985年（昭和60年） \| 20,598人 \| \| \| 1990年（平成2年） \| 19,755人 \| \| \| 1995年（平成7年） \| 18,941人 \| \| \| 2000年（平成12年） \| 17,868人 \| \| \| 2005年（平成17年） \| 16,792人 \| \| \| 2010年（平成22年） \| 15,501人 \| \| \| 2015年（平成27年） \| 13,972人 \| \| \| 2020年（令和2年） \| 12,262人 \| \| |                                        |  |
| 総務省統計局 国勢調査より |                                        |  |
| 1970年（昭和45年） | 22,027人                               |  |
| 1975年（昭和50年） | 20,893人                               |  |
| 1980年（昭和55年） | 20,849人                               |  |
| 1985年（昭和60年） | 20,598人                               |  |
| 1990年（平成2年） | 19,755人                               |  |
| 1995年（平成7年） | 18,941人                               |  |
| 2000年（平成12年） | 17,868人                               |  |
| 2005年（平成17年） | 16,792人                               |  |
| 2010年（平成22年） | 15,501人                               |  |
| 2015年（平成27年） | 13,972人                               |  |
| 2020年（令和2年） | 12,262人                               |  |

### 隣接自治体
宮城県
- 白石市
- 角田市
- 亘理郡：山元町

福島県
- 相馬市
- 伊達市
- 相馬郡：新地町

## 歴史

### 近代
明治時代
- 1889年（明治22年）4月1日 - 町村制施行に伴い、旧来の丸森村単独で村制施行。
- 1897年（明治30年）2月9日 - 町制施行し、丸森町となる。

### 近現代
昭和時代
- 1954年（昭和29年）12月1日 - 金山町・大内村・大張村・耕野村・小斎村・舘矢間村・筆甫村と合併し、新制の丸森町となる。

### 現代
平成時代
- 2002年（平成14年）3月17日 - 廻倉地区での不注意な火の取扱により山火事が発生。自衛隊も出動して3日間に及ぶ消火活動を行ったが、最終的に次郎太郎山西側斜面を中心に162haを焼失した[4]。その跡地には桜が植樹され、今後は景勝地になることが期待されている。

令和時代
- 2019年（令和元年）10月12日 - 令和元年東日本台風（台風19号）で阿武隈川支流の堤防が決壊し、浸水被害を受けた[5]。町内全域に避難勧告が出され、上層階に避難住民を収容した町役場も周辺の浸水で一時孤立した[6]。11人の死者・行方不明者が出たことから翌年、10月12日を「鎮魂の日」と定める[7]。

## 政治

### 行政

#### 首長
歴代村長
| 代 | 氏名     | 就任                     | 退任                     | 備考 |
| -- | -------- | ------------------------ | ------------------------ | ---- |
| 1  | 阿部千橘 | 1889年（明治22年）4月1日 | 1897年（明治30年）2月8日 |      |

歴代町長
- 昭和の合併以前

| 代 | 氏名         | 就任                       | 退任                       | 備考         |
| -- | ------------ | -------------------------- | -------------------------- | ------------ |
| 1  | 阿部千橘     | 1897年（明治30年）2月9日   | 1901年（明治34年）3月31日  | 村長より留任 |
| 2  | 二瓶廉吉     | 1901年（明治34年）5月9日   | 1902年（明治35年）4月14日  |              |
| 3  | 斎藤桂太郎   | 1902年（明治35年）4月28日  | 1903年（明治36年）5月11日  |              |
| 4  | 三明保       | 1903年（明治36年）5月27日  | 1916年（大正5年）2月15日   |              |
| 5  | 阿部千次郎   | 1916年（大正5年）5月3日    | 1917年（大正6年）7月10日   |              |
| 6  | 成田鶴吉     | 1917年（大正6年）9月7日    | 1925年（大正14年）6月30日  |              |
| 7  | 斎藤小右ェ門 | 1925年（大正14年）9月7日   | 1929年（昭和4年）9月2日    |              |
| 8  | 二瓶泰次郎   | 1929年（昭和4年）9月20日   | 1930年（昭和5年）7月12日   |              |
| 9  | 阿部小太郎   | 1930年（昭和5年）8月14日   | 1936年（昭和11年）4月7日   |              |
| 10 | 齋藤理助     | 1936年（昭和11年）6月2日   | 1936年（昭和11年）10月5日  |              |
| 11 | 二瓶泰次郎   | 1936年（昭和11年）12月26日 | 1941年（昭和16年）12月1日  | 再任         |
| 12 | 二瓶好雄     | 1941年（昭和16年）12月8日  | 1942年（昭和17年）6月22日  |              |
| 13 | 斎藤善平     | 1942年（昭和17年）7月15日  | 1946年（昭和21年）11月28日 |              |
| 14 | 宍戸寿       | 1947年（昭和22年）4月15日  | 1954年（昭和29年）11月30日 |              |

- 昭和の合併以後

| 代 | 氏名       | 就任                      | 退任                      | 備考 |
| -- | ---------- | ------------------------- | ------------------------- | ---- |
| 1  | 森健次郎   | 1955年（昭和30年）1月14日 | 1963年（昭和38年）1月13日 |      |
| 2  | 佐藤寅之助 | 1963年（昭和38年）1月14日 | 1971年（昭和46年）1月13日 |      |
| 3  | 二瓶泰助   | 1971年（昭和46年）1月14日 | 1987年（昭和62年）1月13日 |      |
| 4  | 高野正道   | 1987年（昭和62年）1月14日 | 1999年（平成11年）1月13日 |      |
| 5  | 渡辺政巳   | 1999年（平成11年）1月14日 | 2011年（平成23年）1月13日 |      |
| 6  | 保科郷雄   | 2011年（平成23年）1月14日 | 現職                      |      |

## 施設

### 警察
本部
- 宮城県警察 角田警察署

交番
- 丸森交番

### 消防
本部
- 仙南地域広域行政事務組合 角田消防署

消防職員：15名
配備車両：4台（ポンプ車1/水槽車1/救急車1/指揮車1）
消防署
- 丸森出張所（宮城県伊具郡丸森町字鳥屋82-1）

消防団
- 丸森町消防団

組織体制：3方面隊・8分団20部45班
団員定数：557名
配備車両：小型動力ポンプ積載車　45台（軽37台/普通8台・内、多機能型消防車REDSEAGULL 1台）
町の消防の主な歴史は下記の通りとなっている。 
- 1954年（昭和29年）12月1日 -町村合併により8消防団が合併し、丸森町消防団（初代団長・鈴木三郎、団員965名・8分団80班）が発足する。
- 1957年（昭和32年） -消防組織法の改正により、団員定数も720名に削減された。
- 1970年（昭和45年）8月-町の一般職員１２名を消防団員に兼任させ消防団常備部を設置する。（普通消防ポンプ自動車・1台配備）
- 1971年（昭和46年）5月-消防団常備部の消防ポンプ自動車更新。（トヨタBDI型普通消防ポンプ自動車・1台配備)
- 1972年（昭和47年）4月-仙南地域広域行政事務組合 角田消防署丸森出張所が設置された。
- 1974年（昭和49年）4月-広域消防の発足により、消防団常備部を廃止。団員定数も700名に削減された。
- 2003年（平成15年）4月1日-消防団組織の再編成が行われ、団員定数も557名に削減された。
再編成前の組織体制は、3方面隊・8分団24部70班(丸森分団に団本部付の先行出動の消防ポンプ自動車を1台配備)。
団員定数は700名であった。
団員が定員に満たない班を統廃合し全ての班に小型動力ポンプ積載車が配備された。==== 仙南地域広域行政事務組合 角田消防署丸森出張所 ====
- 消防職員：15名
- 配備車両：4台（ポンプ車1/水槽車1/救急車1/指揮車1）

### 郵便局
主な郵便局
- 丸森郵便局（集配局）
- 大内郵便局
- 館山郵便局
- 大張郵便局
- 金山本郷郵便局
- 筆甫郵便局
- 小斎郵便局
- 耕野簡易郵便局

## 対外関係

### 姉妹都市・提携都市

#### 海外
姉妹都市
| 都市名   | 国名           | 地域名           | 提携年月日                                |
| -------- | -------------- | ---------------- | ----------------------------------------- |
| ヘメット | アメリカ合衆国 | カリフォルニア州 | 1990年（平成2年）5月12日 - 姉妹都市提携。 |

#### 国内
姉妹都市
| 都市名 | 都道府県             | 地方名     | 提携年月日                                            |
| ------ | -------------------- | ---------- | ----------------------------------------------------- |
| 北見市 | オホーツク総合振興局 | 北海道地方 | 1996年（平成8年）8月19日 旧端野町と姉妹都市提携締結。 |

## 経済
産業別就業者数
- 第一次産業：1,491人、第二次産業：3,954人、第三次産業：3,352人（2000年国勢調査）

### 第三次産業
地域商社「GM7」が町内の物産販売や観光集客、住民生活の支援などに取り組んでいる。
また、宮城県南部への外国人観光客誘致をめざす一般社団法人「宮城インバウンドDMO」は本部を丸森町に置いている。

### 金融機関
- 七十七銀行丸森支店（指定金融機関）
- みやぎ仙南農業協同組合丸森支店

## 教育

### 高等学校
公立
- 宮城県伊具高等学校

※ 丸森町の受験生は宮城県の公立高校以外に、福島県立の梁川、相馬、相馬総合の各高校を志願できる。

### 中学校
町立
- 丸森町立丸森中学校

### 小学校
町立
- 丸森町立丸森小学校
- 丸森町立舘矢間小学校

私立
- 啓明宮城小学校

## 交通

### 鉄道

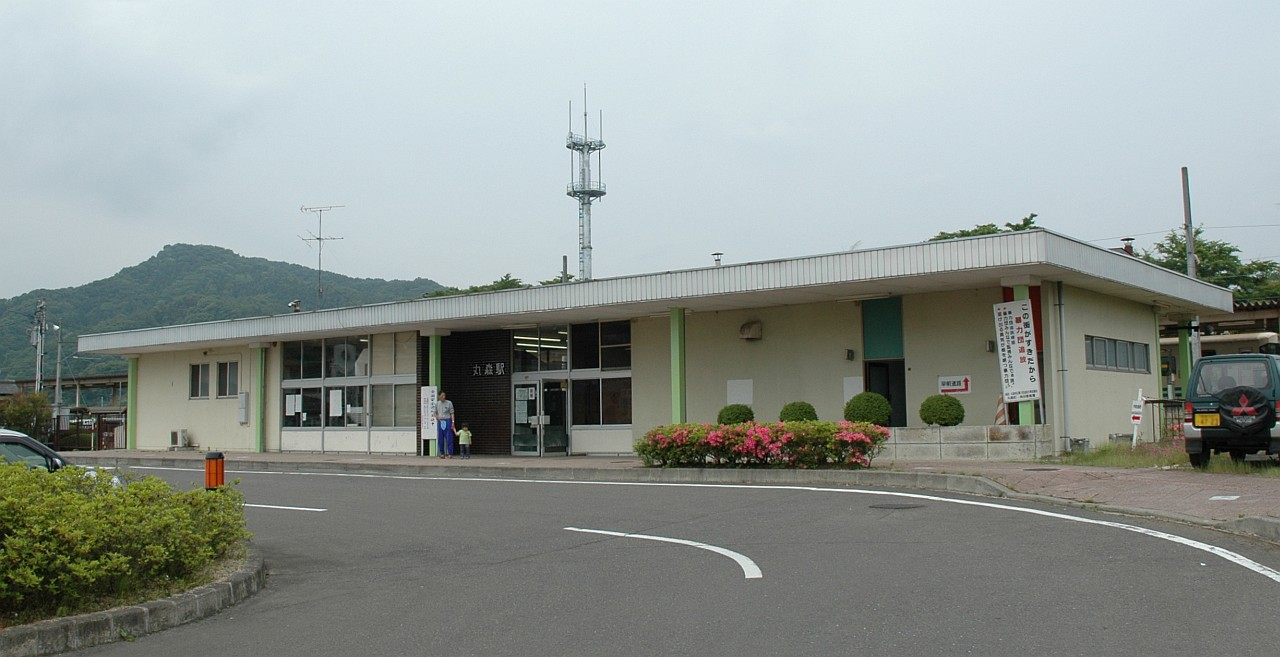
丸森駅

#### 鉄道路線
阿武隈急行
- 阿武隈急行線：- あぶくま駅 - 丸森駅 - 北丸森駅 -

### バス

#### 路線バス
- 丸森町民バス
- 白石市民バス
- 東北アクセス（丸森・角田・山元・仙台線）

### 道路

#### 高速道路
- 町内にインターチェンジ（IC）はなく、東北中央自動車道（相馬福島道路）相馬山上IC - 相馬玉野IC間が町内を通過する。最寄りのインターチェンジは常磐自動車道・新地IC。

#### 国道
- 国道113号
- 国道349号

#### 県道
- 宮城県道24号白石丸森線
- 宮城県道28号丸森柴田線
- 宮城県道・福島県道45号丸森霊山線
- 宮城県道・福島県道101号丸森梁川線
- 宮城県道・福島県道102号平松梁川線
- 宮城県道・福島県道103号金山新地停車場線
- 宮城県道・福島県道104号川前梁川線
- 宮城県道105号越河角田線
- 宮城県道106号川前白石線
- 福島県道・宮城県道228号相馬大内線
- 宮城県道245号角田大内線

## 観光

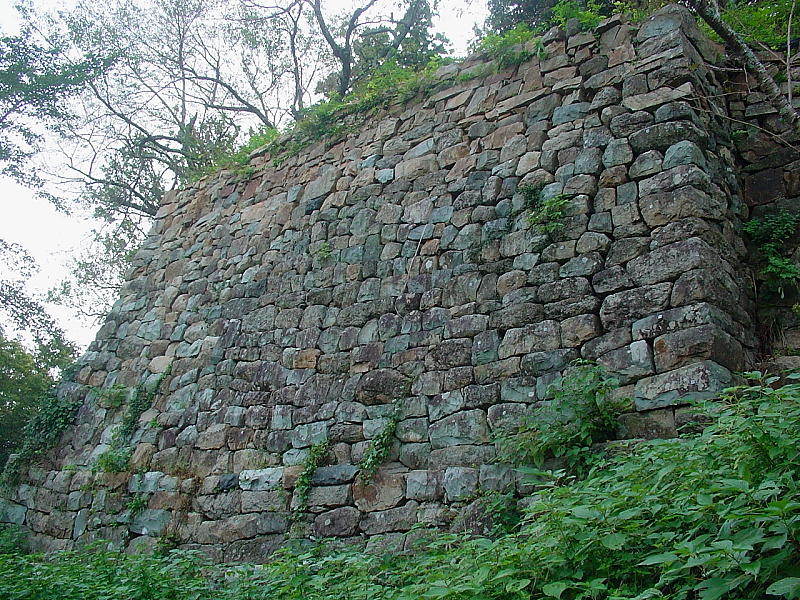
陸奥金山城

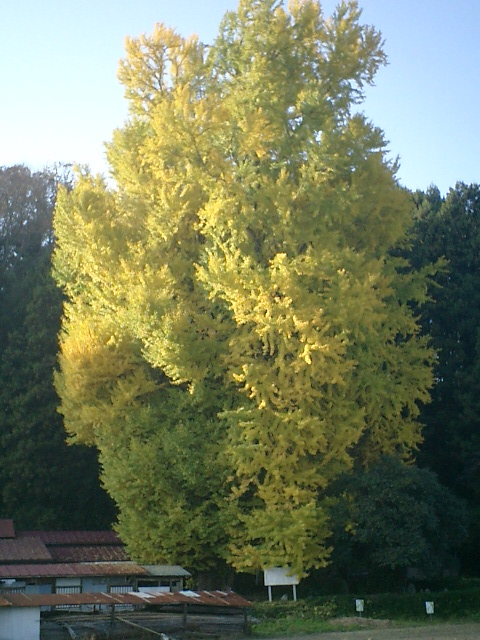
県指定天然記念物の大いちょう

### 名所・旧跡
主な城郭
- 陸奥金山城
- 丸森城

主な寺院
- 光明院

主な史跡
- 旗巻古戦場跡

### 観光スポット
- 阿武隈ライン舟下り
- 蔵の郷土館齋理屋敷
- 不動尊公園
- 清滝
- 百々石（どどいし）公園
- 丸森の大いちょう（宮城県指定天然記念物）
- 沢尻の棚田 - 大張川張字宗膳。日本の棚田百選に入選。
- 夫婦岩
- 立石（たていし）
- 阿武隈渓谷県立自然公園
- 不動尊公園キャンプ場

## 文化・名物

### 祭事・催事

#### 祭事
- 松沢山光明院の火まつり
- ひっぽ筆まつり
- 鹿島神社の奉射祭（やぶさめ）

#### 催事
- 阿武隈川いかだ下り大会
- 齋理幻夜
- 宮城福島県境綱引大会

### 名産・特産
- シルク和紙
- へそ大根

## 出身関連著名人
- 大槻文平 - 第5代日本経営者団体連盟（日経連）会長
- 秋葉賢也 - 衆議院議員、元復興大臣
- 鈴木正夫 - 民謡歌手。『新相馬節』などのヒット曲を残し、NHK紅白歌合戦に5度出場。
- 二瓶哲治 - 元東京都江東区長
- 天野幸一 -元東京都大田区長

## 備考
- キリスト看板や年末年始のスピーカー伝道で有名な聖書配布協力会は同町に本拠地を置いている。
- 平成28年（2016年）10月14日、同町が推進している移住・定住促進プロジェクトに日本オラクルのデータベースクラウドを採用する事が発表された[11]。
- 2021年4月、丸森町で名産の椎茸を使った地元名物の椎茸ラーメンが、阿武隈ライン舟下りの乗船場の食堂に復活[12]。